# Virus de la mosaïque du maïs
Alphanucleorhabdovirus maydis
Espèce
Synonymes
- Maize mosaic alphanucleorhabdovirus (2019)
- Maize mosaic nucleorhabdovirus (2015)
- Maize mosaic virus (1991)

Le virus de la mosaïque du maïs (MMV, Maize mosaic alphanucleorhabdovirus), ou Alphanucleorhabdovirus maydis, est une espèce de virus du genre Alphanucleorhabdovirus (famille des  Rhabdoviridae).
C'est un virus à ARN à simple brin à polarité négative, classé dans le groupe V de la classification Baltimore.
Ce virus, à répartition pantropicale, infecte des plantes monocotylédones (phytovirus) de la famille des Poaceae, principalement le maïs et le sorgho. Il est transmis par une espèce d'insectes vecteurs, Peregrinus maidis (famille des Delphacidae), selon un mode persistant.  

## Distribution
Cette maladie a une vaste distribution pantropicale. On la rencontre en Asie dans le sous-continent indien et au Yémen, en Afrique (Afrique occidentale, Afrique de l'Est, du Kenya au Mozambique, ainsi qu'à Madagascar et dans les îles Maurice et de la Réunion) dans les Amériques : Amérique du Nord (États-Unis (Floride, Alabama), Mexique), Amérique du Sud (Brésil, Venezuela), Amérique centrale, Antilles, et en Océanie. Dans les îles du pacifique elle se rencontre notamment à Hawaï (où le virus a été isolé pour la première fois en 1921), dans les îles Fidji et Salomon,.

## Plantes-hôtes
La gamme des plantes-hôtes du MMV se limite à quelques espèces de graminées (Poaceae), dont le maïs (Zea mays), le sorgho commun (Sorghum bicolor), Rottboellia cochinchinensis, Setaria vulpiseta.

## Symptômes
Les premiers symptômes sont généralement perceptibles 15 à 20 jours après l'inoculation du virus. Ils apparaissent chez les jeunes plantes tendres sous la forme de rayures chlorotiques, vert clair à jaune, le long des nervures, de la pointe à la base des feuilles. Ces rayures sont soit étroites, de la largeur d'une seule nervure de feuille, soit en bandes de 1 à 2 cm de large.
Ces symptômes peuvent également apparaître sur les gaines et sur les tiges. L'infection provoque également un retard de croissance, avec la réduction des entre-nœuds, le nanisme et le dessèchement des feuilles,.

## Liste des non-classés
Selon NCBI (14 février 2021) :
- non-classé Maize mosaic virus maize/USA/Reed/2005